# U-Bahnhof Schwanthalerhöhe

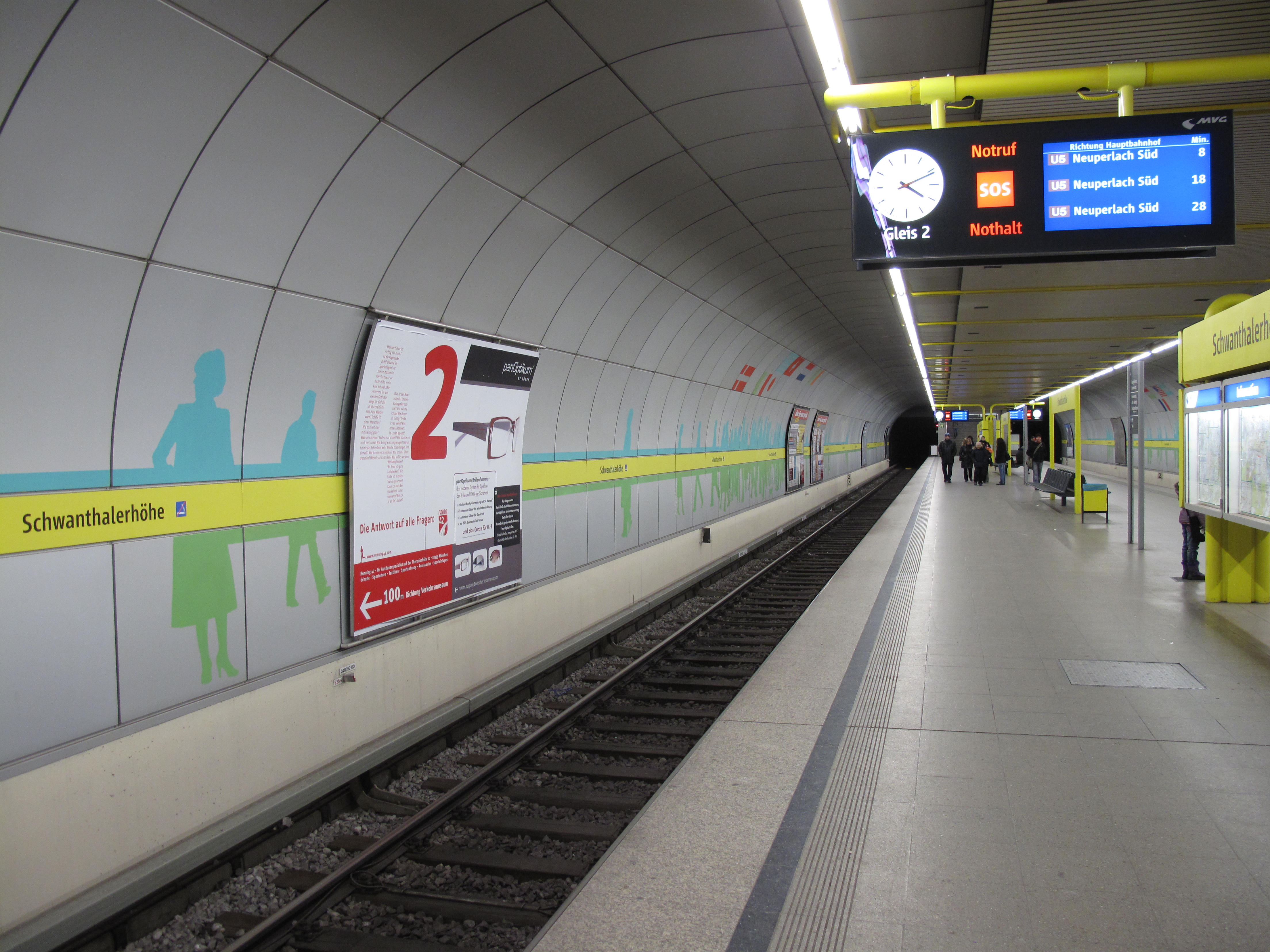
U-Bahnhof Schwanthalerhöhe (Blickrichtung: Westen)

Der U-Bahnhof Schwanthalerhöhe ist eine Haltestelle für die Münchner U-Bahnlinien U4 und U5.

## Lage
Der U-Bahnhof Schwanthalerhöhe befindet sich im gleichnamigen Münchner Stadtteil Schwanthalerhöhe an der Theresienhöhe in der Nähe der Theresienwiese.
Der Bahnsteig und der Fußgängertunnel verlaufen parallel zur Heimeranstraße.
Am Westende befinden sich drei Zugänge auf der Höhe der Kreuzung Heimeranstraße/Ganghoferstraße – zwei davon am östlichen Rand des Georg-Freundorfer-Platzes.
Am Ostende des Bahnsteigs befindet sich ein Zugang, wo die Ligsalzstraße in die Heimeranstraße mündet.
Der östlichste Zugang befindet sich am Ende des langen Fußgängertunnels, wobei der östliche Treppenaufgang in seiner Ausrichtung gedreht werden musste, nachdem das frühere Messegelände zu einem Wohn- und Geschäftsviertel umgestaltet wurde und hier eine andere Erschließungsfunktion erforderlich wurde.
Der U-Bahnhof verfügt über eine Abzweigung zur Betriebsanlage Theresienwiese im östlichen Gleisvorfeld, welche mit einem Durchgangsgleis und zwei Abstellgleisen ausgestattet ist. Damit dient dies einerseits als Abstellmöglichkeit und andererseits als Verbindung zur U-Bahn-Strecke der Linien U3 und U6.

## Geschichte
Der U-Bahnhof Schwanthalerhöhe wurde am 10. März 1984 eröffnet und hieß „Messegelände“, bis 1998 die Messe München nach Riem umzog. Bis heute erinnern daran die grafisch dargestellten Figurengruppen und die Flaggen verschiedener Nationen an den Wänden des U-Bahnhofs. Er liegt überwiegend im Schotter der Isarhochterrasse und wurde in Deckelbauweise erbaut, damit der Messebetrieb möglichst ungestört weiterlaufen konnte.

## Verkehr

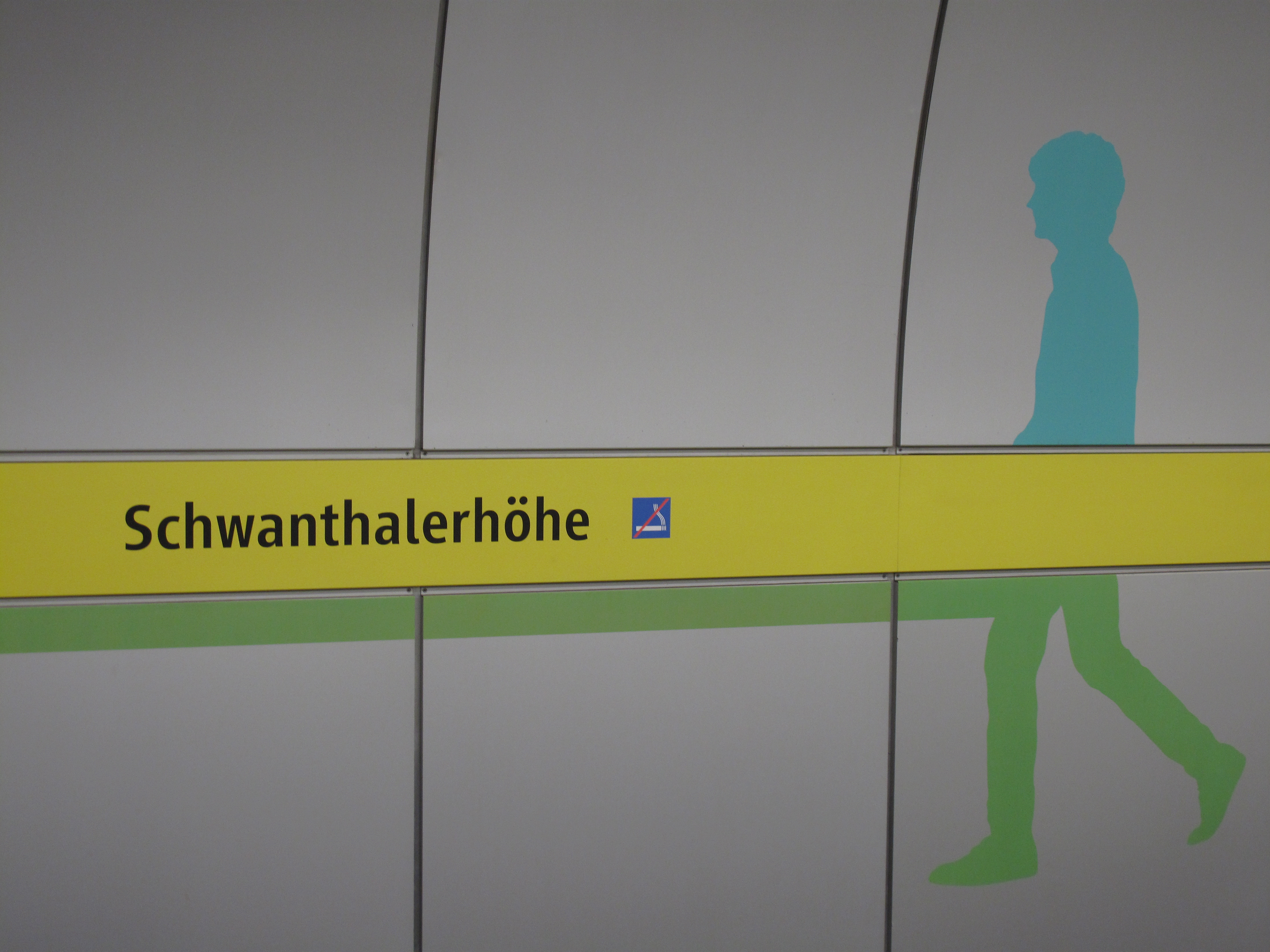
Wandgrafik U-Bahnhof Schwanthalerhöhe

| Linie | Linienverlauf |
| ----- | --- |
| U4    | Westendstraße – (806 m) – Heimeranplatz – (671 m) – Schwanthalerhöhe – (927 m) – Theresienwiese – (711 m) – Hauptbahnhof – (521 m) – Karlsplatz (Stachus) – (811 m) – Odeonsplatz – (933 m) – Lehel – (928 m) – Max-Weber-Platz – (791 m) – Prinzregentenplatz – (838 m) – Böhmerwaldplatz – (552 m) – Richard-Strauss-Straße – (756 m) – Arabellapark |
| U5    | Laimer Platz – (670 m) – Friedenheimer Straße – (791 m) – Westendstraße – (806 m) – Heimeranplatz – (671 m) – Schwanthalerhöhe – (927 m) – Theresienwiese – (711 m) – Hauptbahnhof – (521 m) – Karlsplatz (Stachus) – (811 m) – Odeonsplatz – (933 m) – Lehel – (928 m) – Max-Weber-Platz – (1080 m) – Ostbahnhof – (1602 m) – Innsbrucker Ring – (982 m) – Michaelibad – (1708 m) – Quiddestraße – (778 m) – Neuperlach Zentrum – (764 m) – Therese-Giehse-Allee – (722 m) – Neuperlach Süd |

## Gestaltung
Die Gestaltung des U-Bahnhofs erfolgte durch die beiden Architekten Schnetzer und Großkopf. Volker Sander war für die Wandgrafiken, die die Umrisse von Messebesuchern darstellen, verantwortlich. Sie sind bis heute in der Bahnsteighalle, im Sperrengeschoss und im Verbindungstunnel zum ehemaligen Messeeingang präsent.
Die Grundfarbe des säulenlosen U-Bahnhofs ist Silber und wurde mit der Leitfarbe Gelb und weiteren Farben (hauptsächlich Türkis und Gelbgrün) kombiniert, damit ein eher nüchterner Eindruck entstehen konnte.